# Teamteaching
Das Teamteaching ist eine Unterrichtsform, bei der zwei oder mehr Lehrer eine Unterrichtsstunde oder -einheit gemeinsam vorbereiten, durchführen, auswerten und gegebenenfalls weiterführen. 
Teamteaching entfaltet seine Vorteile vor allem dort, wo Lerninhalte mit unterschiedlichen fachlichen Aspekten vermittelt oder Unterrichtsprojekte umgesetzt werden sollen, die die Sachkompetenz verschiedener Fachleute erfordern.
Der Verlauf eines Unterrichts im Teamteaching ist gekennzeichnet durch 
- Informationsphase im Plenum
- Erarbeitungs-, Übungs- oder Anwendungsphase in differenzierter Form.

Während die Informationsphase zur Thematik oder Gegenstandsproblematik hinführt und ein erstes Orientierungswissen vermittelt, soll in der Differenzierungsphase der Aufarbeitung von Verständnisschwierigkeiten oder den besonderen Interessenschwerpunkten der Schüler entgegengekommen werden. Die Lehrer stehen in dieser Zeit den Schülern als beratende Betreuer zur Seite.
Das Teamteaching stellt keine neue unterrichtliche Sozialform dar, sondern verbindet verschiedene Sozialformen (Gruppenunterricht, Partnerarbeit oder Einzelarbeit) im Rahmen eines besonderen Differenzierungsunterrichts.
Teamteaching eignet sich besonders in heterogenen Arbeitsgruppen, in denen einige Teilnehmer besondere Förderung benötigen.